# Allemans-du-Dropt
Allemans-du-Dropt is een gemeente in het Franse departement Lot-et-Garonne (regio Nouvelle-Aquitaine) en telt 449 inwoners (2004). De plaats maakt deel uit van het arrondissement Marmande.

## Geografie
De oppervlakte van Allemans-du-Dropt bedraagt 6,4 km², de bevolkingsdichtheid is 70,2 inwoners per km².
De onderstaande kaart toont de ligging van Allemans-du-Dropt met de belangrijkste infrastructuur en aangrenzende gemeenten.

## Demografie
Onderstaande figuur toont het verloop van het inwonertal (bron: INSEE-tellingen).